# Anacroneuria galba
Anacroneuria galba és una espècie d'insecte plecòpter pertanyent a la família dels pèrlids.

## Hàbitat
En el seu estadi immadur és aquàtic i viu a l'aigua dolça, mentre que com a adult és terrestre i volador.

## Distribució geogràfica
Es troba al Brasil: Goiás i, probablement també, São Paulo, Minas Gerais i Espírito Santo.